# Балыма
Балыма (якут. Балыма) — озеро термокарстового происхождения на северо-востоке Якутии, в Среднеколымском улусе. Расположено в пределах Колымо-Алазейской низменности. Имеет овальную форму, вытянутую в северо-восточном направлении. Берега слабо изрезаны. В восточной части выделяется крупный плёс. На северо-востоке через протоку соединяется с озером Илин-Кюёль.
Площадь зеркала 56,5 км², площадь водосбора 71,3 км². Длина озера 14,8 км при максимальной ширине 7,2 км и средней ширине 3,3 км. Высота над уровнем моря — 26 м.
Балыма является местом массовой линьки уток. По данным августовских авиаучётов 1984 г., на озере линяло не менее 11 тысяч уток.